# Ute Zimmer
Ute Zimmer est une astronome amateur allemand.
Le Centre des planètes mineures la crédite de la découverte de vingt-quatre astéroïdes, effectuées entre 2007 et 2011, toutes avec la collaboration de Stefan Karge, Rainer Kling ou Erwin Schwab.
| (207763) Oberursel      | 6 octobre 2007   |
| (225250) Georgfranziska | 30 août 2009     |
| (266711) Tuttlingen     | 30 août 2009     |
| (321405) Ingehorst      | 16 août 2009     |
| (330856) Ernsthelene    | 20 août 2009     |
| (343000) Ijontichy      | 29 janvier 2009  |
| (369134) Mariareiche    | 8 septembre 2008 |